# 曝氣
曝氣是指在液體等物質中加入空氣的過程。該名詞多用於生物學上。

## 應用
曝氣可應用於污水處理，藉在水中加入空氣，提高溶解氧的含量，讓水中的微生物生長及分解污染物。
水產養殖亦有應用曝氣器材提高水中含氧量，促進海產生長。